# Щербатов, Георгий Михайлович
Гео́ргий Миха́йлович Щерба́тов (бел. Георгій Міхайлавіч Шчарбатаў; 7 мая 1919, д. Рекотка Могилёвская губерния (ныне Горецкого района, Могилёвской области Беларуси) — 2 февраля 1957) — белорусский советский писатель и журналист, фронтовой корреспондент. Член Союза писателей Белорусской ССР.

## Биография
В 1938 окончил Могилевское педагогическое училище. Учительствовал, работал в газетах «Коммунар Могилевщины» (1939), «Советская Беларусь» (1940).
Участник Великой Отечественной войны. Военный корреспондент. С 1942 годы находился в тылу врага как корреспондент газеты «Советская Беларусь». С 1943 и после окончания войны — сотрудник газеты «Звязда» (с 1944 года — её редактор).
Корреспондент газеты «Известия» по Белорусской ССР, заведующий отделом, заместитель главного редактора журнала «Маладосць».

## Творчество
Как прозаик дебютировал в 1939 году. Автор повестей, очерков, воспоминаний, рецензий, заметок и корреспонденций в газетах «Звязда», «Красная смена», «Учительская газета», «Литература и искусство», «Советская Беларусь», журналах «Полымя», «Беларусь», «Работница», «Крестьянка», «Маладосць».
Основная тема произведений Г. Щербатова — подвиг партизан в годы Великой Отечественной войны, восстановление городов и деревень, строительство новых предприятий в Беларуси. Его произведения посвящены также комсомолу Беларуси в годы войны.
Награждён орденом Красного Знамени, медалями СССР.

## Избранные произведения
- «Комсомол Беларуси в боях за Родину» (М., 1949),
- «Партызанскія агні» (Мн., 1950).
- «Неспакойныя сэрцы» (1951).
- «Шумелі пушчы» (Мн., 1957).
- «Лясны фронт» (Мн., 1961).